# Kuusiku (Hiiumaa)
Koordinaten: 58° 47′ N, 22° 31′ O
Kuusiku ist ein Dorf (estnisch küla) in der Landgemeinde Hiiumaa (bis 2017: Landgemeinde Emmaste). Es liegt auf der zweitgrößten estnischen Insel Hiiumaa (deutsch Dagö).
Kuusiku hat heute zwölf Einwohner (Stand 31. Dezember 2011).